# Metro3D
Metro3D, Inc. (anciennement Metropolis Digital, Inc.) était une société américaine de développement et d'édition de jeux vidéo. Basée à San José en Californie, et fondée en 1998, l'entreprise a publié plusieurs jeux pour les consoles Dreamcast, Game Boy Color, Game Boy Advance, et PlayStation 2

## Jeux développés et/ou édités
- Aero the Acro-Bat (GBA, 2002)[2]
- Aero the Acro-Bat 2 (GBA, non publié)[3]
- Armada (Dreamcast, 1999)[4]
- Armada II (Dreamcast, Xbox, PS2, non publié)[5],[6]
- Armada FX Racers (GBC, 2000)[5]
- Chase H.Q. Secret Police (GBC, 1999)[7]
- Classic Bubble Bobble (GBC, 1999)[7]
- The Cage (GBC, non publié)
- Dark Angel: Vampire Apocalypse (PS2, 2001)[6]
- Dark Angel II (PS2, non publié)[5]
- Dark Angel: Anna's Quest (GBC, non publié)
- Defender of the Crown (GBA, 2002)[2]
- Dinosaur Hunting (publié au Japon, non édité par Metro3D en Amérique du Nord)[8]
- DroneZ (Xbox, 2004, titré Dennou Taisen ~ DroneZ ~ au Japon, non édité par Metro3D en Amérique du Nord)[9]
- Dual Blades (GBA, 2002)[4]
- Hamster Heroes (PS2, Wii, 2005)
- Gem Smashers (GBA, 2003)[8]
- Maxxis Ultimate ATV (Xbox, non publié)[10]
- Myth Makers Trixie in Toyland (PS2, Wii, 2005)
- Pumpkin Man (Xbox, non publié)[11]
- Puzzle Master (GBC, 1999)[7]
- Ninja (GBC, non publié)
- Shayde: Monsters vs. Humans (Xbox, non publié)[12]
- Smash Cars (PS2, 2003)[8]
- Stake: Fortune Fighters (Xbox, 2003)[2]
- Star Command: Revolution (PC, 1996, as Metropolis Digital, Inc.)
- Sub Rebellion (PS2, 2002)[2]
- The Three Stooges (GBA, 2002)[4]
- Threat Con Delta (Xbox, 2004, titré Kyoushuu Kidou Butai: Kougeki Helicopter Senki au Japon, non édité par Metro3D en Amérique du Nord)[13]
- Wings (GBA, 2003)[4]
- Zero the Kamikaze Squirrel (GBA, non publié)[3]